# Alessandro Dal Fabbro
Alessandro Dal Fabbro (...) è un ex giocatore di curling italiano, di Cortina d'Ampezzo, giocatore del Curling Club New Wave.

## Carriera agonistica

### Nazionale
Il suo esordio con la nazionale italiana junior di curling è stato il campionato mondiale junior del 1980, disputato a Kitchener-Waterloo, in Canada: in quell'occasione l'Italia si piazzò al decimo posto posto.
In totale Alessandro vanta 9 presenze in azzurro.
CAMPIONATI
Nazionale junior: 9 partite
- Mondiale junior
  - 1980 Kitchener-Waterloo ( Canada) 10°

### Campionati italiani
Alessandro ha preso parte ai campionati italiani di curling con il Curling Club New Wave ed è stato due volte campione d'Italia:
- Italiani
  - 1981  con Adriano Lorenzi, Roberto De Rigo e Enrico Fumagalli
  - 1982  con Adriano Lorenzi, Roberto Lacedelli e Enrico Fumagalli